# Studio B Productions
Studio B Productions (más tarde DHX Media Vancouver) fue un estudio de animación canadiense fundado por Blair Peters y Chris Bartleman en Vancouver, Columbia Británica en 1988. El estudio fue adquirido por DHX Media (ahora WildBrain) el 4 de diciembre de 2007, y se convirtió en una subsidiaria allí desde entonces. La marca Studio B ya no se usa y, de 2010 a 2019, todos los programas se marcaron con el nombre DHX Media. Desde 2019, todos los programas ahora tienen la marca WildBrain.

## Historia
La empresa fue fundada en 1988 por Blair Peters y Chris Bartleman. El 4 de diciembre de 2007, DHX Media adquirió Studio B. El 8 de septiembre de 2010, se anunció el cambio de nombre del estudio en honor a su empresa matriz, junto con otras subsidiarias de DHX Media: oficialmente, el 22 de diciembre de 2010, Studio B Productions Inc. y Studio B (Animation Service) Productions Inc. pasaron a llamarse DHX Media (Vancouver) Ltd. y DHX Media Studio (Vancouver) Ltd., respectivamente. y el 11 de enero de 2011, Studio B Holdings Inc. pasó a llamarse DHX Media (Vancouver Prod) Ltd.
En 2016, el antiguo equipo de Studio B Productions se trasladó a una nueva instalación en Vancouver . El nuevo edificio también alberga el antiguo Nerd Corps Entertainment (un estudio de animación 3D CGI que DHX Media adquirió en 2014).

## Producciones originales
- The Amazing Adrenalini Brothers (2006; Coproducción con Pesky, distribuido por Bejuba Entertainment)
- B-Hive.tv Shorts
- Being Ian (coproducción con Nelvana)
- Academia de titanes (coproducción con Nelvana)
- D'Myna Leagues (coproducción con CTV)
- George of the Jungle (2007; temporada 1; coproducción con Teletoon, Cartoon Network, Classic Media y Bullwinkle Studios)
- Kid vs. Kat (Producido en asociación de YTV y Jetix Europe (temporada 1) y Disney XD Europe (temporada 2)
- Martha habla (coproducción con WGBH-TV)
- Packages from Planet X (coproducción con American Greetings, Teletoon, y Disney XD)
- Pucca (coproducción con Jetix Europe y VOOZ Character System)
- Ricky Sprocket: Showbiz Boy (coproducción con Teletoon, Bejuba Entertainment, SnowdenFine Animation y Nickelodeon)
- Something Else (coproducción con TV-Loonland AG y Family Channel)
- What about Mimi? (coproducción con Decode Entertainment y PBS Kids)
- Yakkity Yak (coproducción con Kapow Pictures , Teletoon y Nickelodeon Australia)
- Yvon del Yukón (coproducción con YTV, Alliance Atlantis y Corus Entertainment)